# Día de la Autonomía de Åland
El Día de la Autonomía de Åland (en sueco: Ålands självstyrelsedag) es un día de bandera anual en Åland, que tiene lugar el 9 de junio. En esa fecha, en 1922, los primeros días provinciales se llevaron a cabo en Åland un par de años después después del autogobierno otorgado por la Sociedad de las Naciones.